# Национальный олимпийский комитет Южного Судана
Национальный олимпийский комитет Южного Судана (англ. South Sudan National Olympic Committee) — организация, представляющая Южный Судан в международном олимпийском движении. Основан и зарегистрирован в МОК в 2015 году.
Штаб-квартира расположена в Джубе. Является членом Международного олимпийского комитета, Ассоциации национальных олимпийских комитетов Африки и других международных спортивных организаций. Осуществляет деятельность по развитию спорта в Южном Судане.